# NGC 5094
NGC 5094 је елиптична галаксија у сазвежђу Девица која се налази на NGC листи објеката дубоког неба.
Деклинација објекта је - 14° 4' 51" а ректасцензија 13h 20m 46,8s. Привидна величина (магнитуда) објекта NGC 5094 износи 13,2 а фотографска магнитуда 14,2. NGC 5094 је још познат и под ознакама MCG -2-34-37, PGC 46580.